# 産業環境管理協会
一般社団法人産業環境管理協会（さんぎょうかんきょうかんりきょうかい）は、公害防止管理者試験などを実施している法人。元経済産業省所管。1962年（昭和37年）設立。

## 概要
- 所在：東京都千代田区鍛冶町二丁目2番1号
- 会長：南直哉（東京電力顧問）

## 事業
- 試験部門（公害防止管理者等試験センター）：公害防止管理者試験を行う。